# Klövertjärnen (Överluleå socken, Norrbotten)
Klövertjärnen är en sjö i Bodens kommun i Norrbotten och ingår i Luleälvens huvudavrinningsområde. Sjön har en area på 0,0517 kvadratkilometer och ligger 97 meter över havet. Sjön avvattnas av vattendraget Lundströmsbäcken.

## Delavrinningsområde
Klövertjärnen ingår i det delavrinningsområde (732230-175545) som SMHI kallar för Mynnar i Luleälvens vattendragsyta. Medelhöjden är 67 meter över havet och ytan är 7,69 kvadratkilometer. Det finns inga avrinningsområden uppströms utan avrinningsområdet är högsta punkten. Lundströmsbäcken som avvattnar avrinningsområdet har biflödesordning 2, vilket innebär att vattnet flödar genom totalt 2 vattendrag innan det når havet efter 55 kilometer. Avrinningsområdet består mestadels av skog (80 procent). Avrinningsområdet har 0,05 kvadratkilometer vattenytor vilket ger det en sjöprocent på 0,7 procent.